# Сай (Ошская область)
Сай (кирг. Сай) — село в Кара-Кульджинском районе Ошской области Кыргызстана. Входит в состав Ылай-Талинского айылного аймака.

## География
Село расположено в северной части области, на левом берегу реки Тар, на расстоянии приблизительно 5 километров (по прямой) к юго-востоку от села Кара-Кульджа, административного центра района. Абсолютная высота — 1319 метров над уровнем моря.

## Население
Согласно оценочным данным Национального статистического комитета Кыргызской Республики, численность населения села на начало 2023 года составляла 2743 человека.
| год     | 2009 | 2014 | 2015 | 2020 | 2021 | 2023 |
| ------- | ---- | ---- | ---- | ---- | ---- | ---- |
| человек | 2419 | 2547 | 2589 | 2671 | 2678 | 2743 |